# Martin Buckwar
Martin Buckwar, sorbisch: Měto Bukwaŕ (* 7. Mai 1789 in Turnow, Niederlausitz; † 31. Januar 1843 in Dissen, Niederlausitz) war ein sorbischer Pfarrer, der sich für die Erhaltung der niedersorbischen Sprache einsetzte. 

## Leben
Buckwar besuchte Schulen in Cottbus und Luckau. Am 15. Oktober 1809 immatrikulierte er sich an der Universität Leipzig für Evangelische Theologie. 1810 wurde er in das Corps Lusatia Leipzig recipiert. Zu Beginn der Befreiungskriege meldete er sich wie andere Angehörige des Corps zur Preußischen Armee.  Er kämpfte bei den Freiwilligen Jägern in der Völkerschlacht bei Leipzig. Nach der Entlassung aus dem Heer wurde er Kantor in Peitz. An der Abwehr von Napoleons Sommerfeldzug von 1815 nahm er als Leutnant teil. Seit dem 2. Februar 1817  wirkte er als Diakon in Spremberg.  1820 ließ er für Sprembergs Wendische Kirche eine neue Orgel anschaffen. Wie sein Corpsbruder Christian Friedrich Stempel setzte er sich für die Erhaltung des Sorbentums in der Niederlausitz ein. Im Streit um eine Neuauflage evangelischer Gesangbücher in niedersorbischer Sprache 1818–1821 erstattete er ein Gutachten, das ihre Herausgabe befürwortete. Jedoch verboten Regierung und Konsistorium den Druck. Im Zuge der preußischen Politik gegenüber den Sorben wurde seine Bewerbung um das Amt des Superintendenten in Spremberg strikt abgelehnt, obwohl er sich als Völkerschlachtsteilnehmer der Sympathie von Friedrich Wilhelm III. erfreute. Seit dem 4. April 1830 wirkte er als Pfarrer in Dissen. Er starb mit 53 Jahren im Amt.